# Turks i kajkos kreolski engleski
Turks i kajkos kreolski engleski (ISO 639-3: tch) kreolski jezik u Karibima kojim govori oko 10 700 ljudi (1995) na otocima Turks i Kajkos. Možda je srodan bahamskom kreolskom engleskom [bah] (Holm 1989:489). Nema status službenog jezika, nego je to engleski [eng].

## Vanjske poveznice
- Ethnologue (14th)
- Ethnologue (15th)